# Васильково (Гурьевский район)
Васильково (до 1946 Нойдамм, нем. Neudamm) — посёлок в Гурьевском городском округе Калининградской области. Входит в состав Большеисаковского сельского поселения, является в нём самым большим по численности населения — 8667 чел. (2021).

## География
Находится в непосредственной близости от Калининграда и в 3 км от Гурьевска вдоль шоссе Калининград — Полесск.
Посёлок находится с внутренней стороны Большой кольцевой автодороги. Центральная улица — Шатурская, переходящая в улицу Ю. Гагарина, является частью автодороги, связывающей центр Калининграда с Гурьевском.

## История
До 1945 года входил в состав сначала Пруссии, затем Германии.
В середине XIX века возле Нойдамма появился форт Бронзарт, входящий в оборонительную систему Кёнигсберга. С 1907 года назывался Gut Neudamm, с 1939 по 1945 годы — Neudamm. До 1939 года входил в Кёнигсбергский район, с 1939 в составе сельского района Замланд.
Во время Второй мировой войны в апреле 1945 года был взят частями 3-го Белорусского фронта. После войны по решению Потсдамской конференции передан СССР. Посёлок получил название Нойдам.
В 1946 году переименован в Васильково. Первое время посёлок входил в состав Калининградского района с центром в поселке Нивенское.
После административной реформы посёлок вошёл в состав Большеисаковского сельского поселения.

## Население

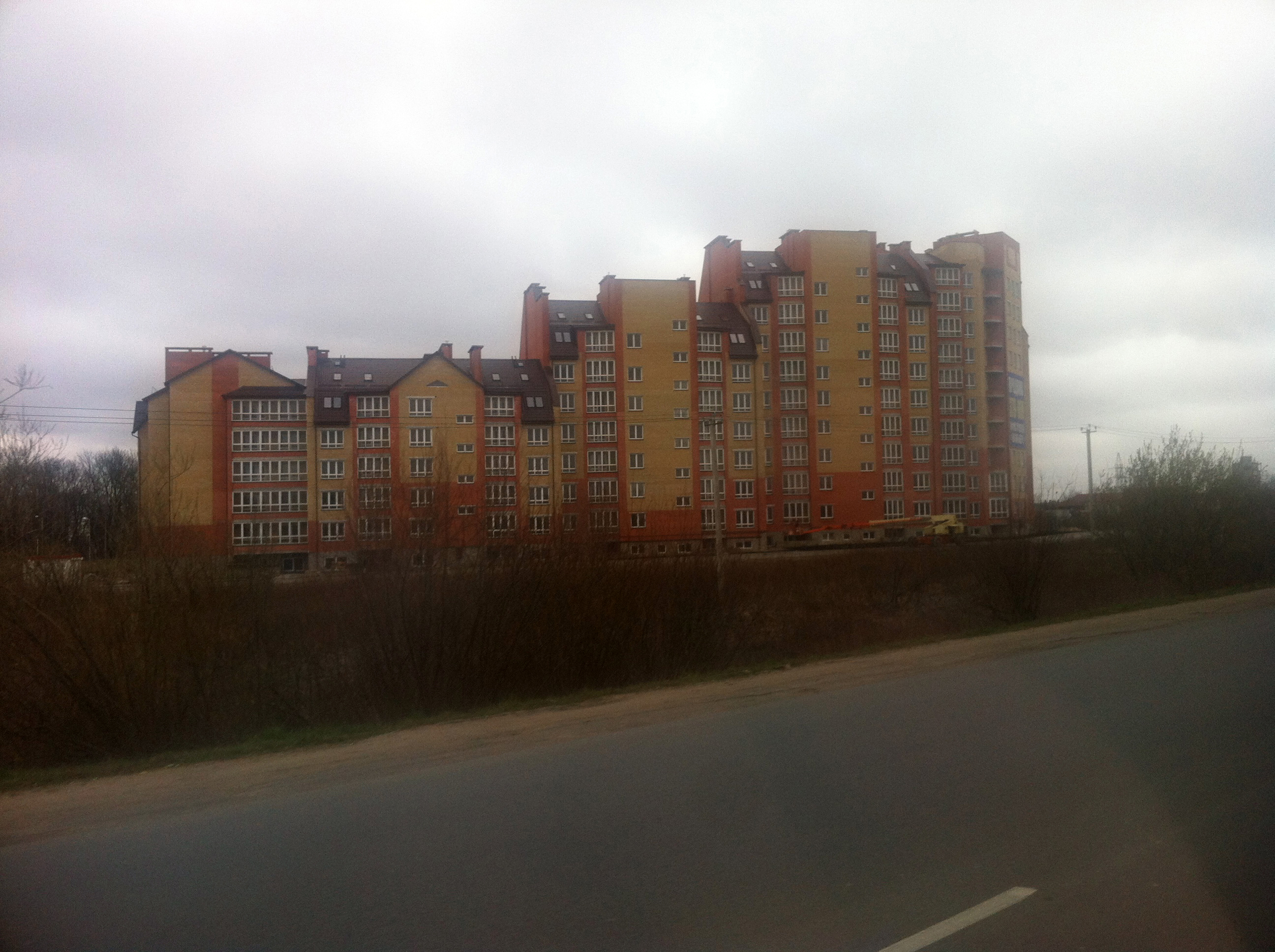
микрорайон «Черёмушки»

| 1910 | 2002  | 2010  | 2021  |
| ---- | ----- | ----- | ----- |
| 92   | ↗4236 | ↗4527 | ↗8667 |

## Экономика
На территории поселения находится предприятие ЗАО «Васильковская ДПМК».
Посёлок активно застраивается (микрорайон «Черёмушки», жилой комплекс «Васильково», жилой комплекс «Парк на Шатурской», жилой комплекс «Васильки» Архивная копия от 21 апреля 2021 на Wayback Machine).
Имеется несколько крупных супермаркетов и торговых центров, что обусловливает дальнейшее развитие микрорайона.

## Образование
В посёлке находится лицей.

## Достопримечательности
- Форт № 2 — Бронзарт[8].
- Межфортовое сооружение № 2А «Барнеков».